# Ла-Мата-де-Морелья
Ла-Мата-де-Морелья (валенс. La Mata de Morella, ісп. La Mata de Morella) — муніципалітет в Іспанії, у складі автономної спільноти Валенсія, у провінції Кастельйон. Населення — 195 осіб (2010).

## Географія
Муніципалітет розташований на відстані близько 290 км на схід від Мадрида, 75 км на північ від міста Кастельйон-де-ла-Плана.

## Демографія
Динаміка населення (INE ):

## Галерея зображень

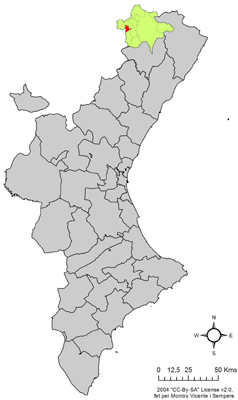
Розташування муніципалітету у автономній спільноті Валенсія
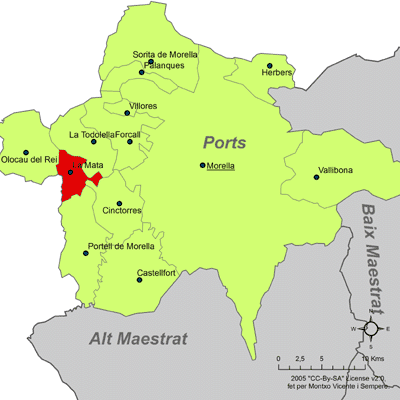
Розташування муніципалітету у комарці Лос-Пуертос-де-Морелья
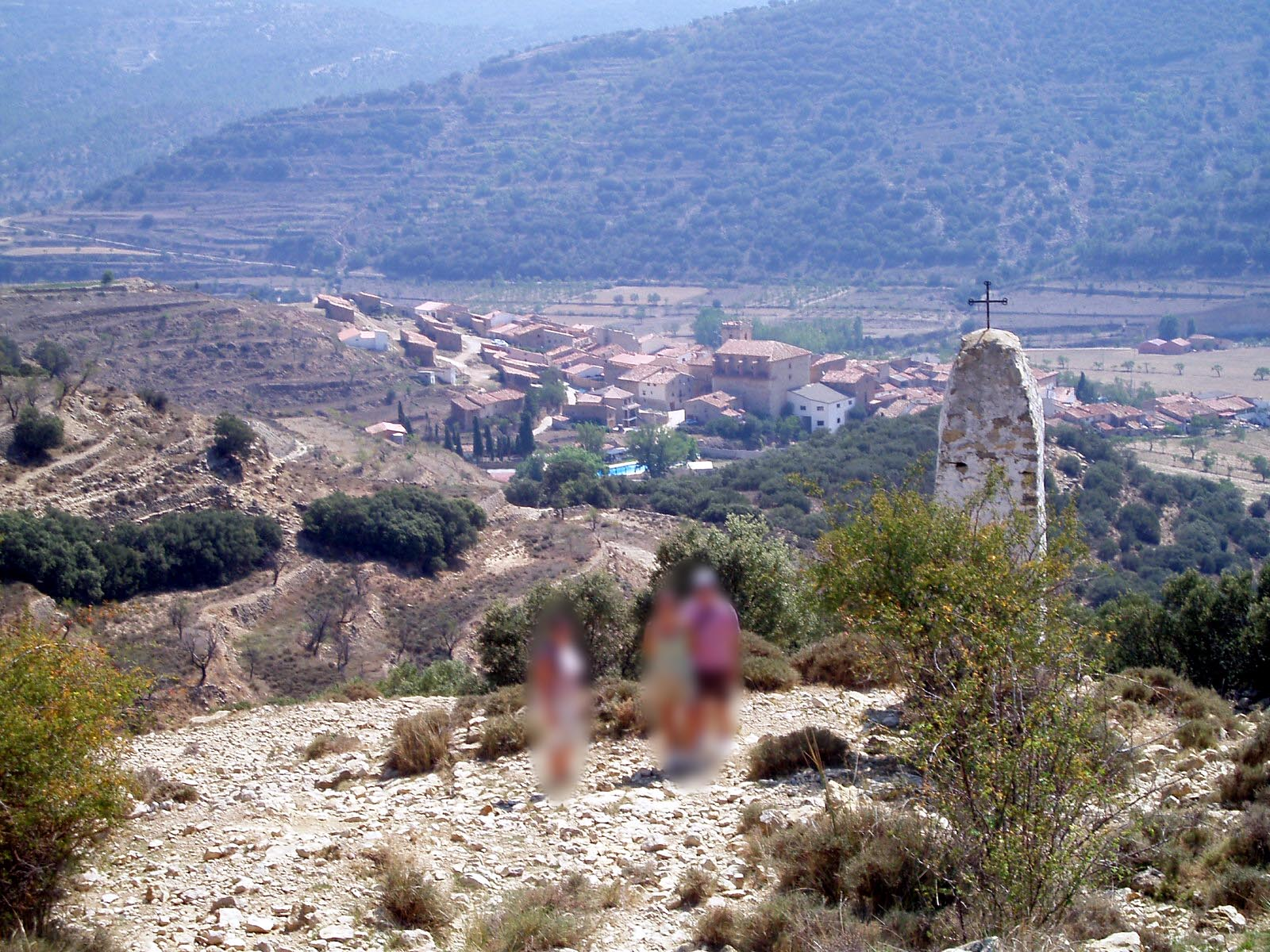
Ла-Мата